# Такбир
Такби́р (араб. ْتَكْبِيْر‎ —  возвеличивание‎, арабское произношение [tak.biːr], [tɐɡˈbʲir]) в исламе — возвеличивание Аллаха словами «Алла́ху А́кбар» (араб. ْاَلَّله أَكْبَر‎ —  «Аллах Велик!» или «Аллах — Величайший»‎ [ʔaɫ.ɫaː.hu ʔak.baru]). 
Употребляют как знак радости. Такбир произносят во время азана, намаза, в течение Курбан-байрама, во время зикра и резки скота. Фраза «Аллаху акбар» написана на флаге нескольких государств, а также используется современными мусульманскими политическими группировками. 
Такбир засвидетельствован Кораном и раннемусульманским преданием.

## Этимология
«Акбар» — превосходная степень прилагательного каби́р (كبير‎) — «старший», «важнее». В качестве эпитета Аллаха употребляют в значении «Величайший». Фразу «Аллаху акбар» называют «такби́р» (تكبير‎ — «возвеличивание») от того же 3-согласного корня к.б.р. (كبر‎).

## Употребление
Употребления такбира многообразны; он часто используется как знак радости. В частности, такбир используется как боевой клич исламскими воинами. После важной речи собравшиеся в знак одобрения используют такбир вместо западных аплодисментов; когда оратор заканчивает, кто-нибудь один восклицает: «Такбир!», на что остальные все хором отвечают: «Аллаху Акбар!».
Многократное произнесение такбира является одной из характерных особенностей ислама. Его произносят тогда, когда режут скот, мясо которого предназначено в пищу. Она служит одной из основ орнаментов, широко используемых в каллиграфии. Часто повторяемое выражение «Аллаху Акбар» в течение Курбан-байрама называется ташрик-такбир.

### Намаз
Слова Аллаху Акбар употребляются и во время намаза. Такбир, который произносят в намазе, является обязательным в самом начале намаза (тахрима, ифтитах) и желательным в остальных его частях (такбират интикалят). Обязательным условием произнесения такбира в намазе является ударение на первую букву а в слове акбар.
Такбир содержится в начале азана и икамата. В азане его произносят четырежды, а в икамате дважды в шафиитском мазхабе и четырежды в ханафитском.
Такбир также читается многократно по окончании молитвы — во время зикра.

### Праздник жертвоприношения
В праздник жертвоприношения и дни ат-Ташрика читается такбир со следующими словами:
«Аллаху Акбар, Аллаху Акбар, ля Иляха илля-Ллах, ва-Ллаху Акбар, Аллаху Акбар ва ли-Лляхи-ль-хамд».

## Флаги
«Аллаху Акбар» написано на флаге нескольких государств:
 в середине флага Ирака (эти слова — государственный девиз Ирака);
 22 раза в виде особого орнаментального шрифта на нижнем крае зелёной и верхнем крае красной полос флага Ирана;
 в проекте нового флага Афганистана (в последнем случае сочетание Аллаху Акбар употреблено вместе с шахадой, то есть словами «Нет божества, кроме Бога (Творца), и Мухаммад Пророк Его»);
 на красном флаге мятежной пакистанской провинции Вазиристан, которую фактически контролируют талибы.

## Гимн Ливии
Слова «Аллаху Акбар» повторяют в припеве гимна Ливии, принятого при Муаммаре Каддафи в 1969 году, и употребляют как название этого гимна.

## Галерея
- Флаг Афганистана с фразой ниже шахады
- Флаг Ирака
- Флаг Ирана
- Флаг Вилаята Нохчийчо (Кавказского Эмирата)